# (10601) Hiwatashi
(10601) Hiwatashi (1996 UC) – planetoida z pasa głównego asteroid okrążająca Słońce w ciągu 5,6 lat w średniej odległości 3,15 j.a. Odkryta 16 października 1996 roku.